# Rafael Kalinowski
José Kalinowski (1835 - 1907), canonizado como san Rafael Kalinowski, fue un religioso carmelita descalzo polaco de origen lituano, considerado como el «Restaurador del Carmelo Polaco».

## Biografía

### Juventud y Estudios
Nació en Vilna, Imperio ruso (actual Lituania) el 1 de septiembre de 1835. Segundo hijo de Andrés Kalinowski, profesor de matemáticas y de Josefina Połońska, matrimonio católico.
Su madre muere poco tiempo después de su nacimiento y su padre se vuelve a casar con la hermana de su mujer, con la cual tuvo tres hijos. Pero nueve años más tarde, pierde también a su segunda esposa y se vuelve a casar una tercera vez con Sofía Puttkamer con la cual tendrá 4 hijos.
Sofía Puttkamer tuvo una gran y benéfica influencia sobre José al momento de una profunda crisis religiosa que tuvo durante sus estudios.
José es de brillantes estudios, primero en el Instituto en donde ejercía su padre, posteriormente en el Instituto Superior de Agronomía en Hory-Horki, antes de entrar a la Escuela de Ingeniería Militar de San Petersburgo.

### El ejército

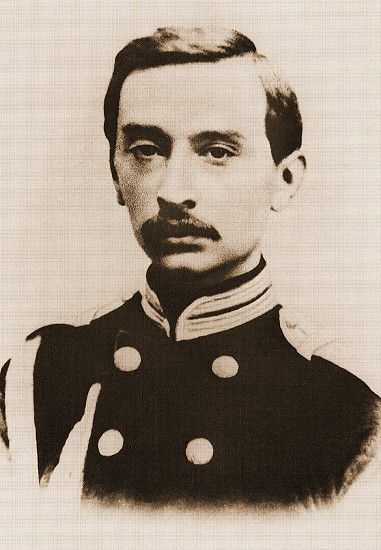
Rafael Kalinowski hacia 1857 con uniforme de oficial del ejército ruso

Lituania y Polonia estaban unidos por una Unión Federal desde 1385. Polonia fue dividida en 3 secciones entre tres grandes potencias: Austria, Prusia y Rusia, esta última poseía la parte de donde José era originario desde 1772. Los zares habían cerrado las Universidades de sus 2 países en el momento de la revolución de independencia cerca del 1848, obligando a los estudiantes a unirse a las universidades de Rusia parte entonces a estudiar las ciencias exactas en la Escuela de Ingeniería Militar en San Petersburgo. Ahí es confrontado a la indiferencia religiosa que reinaba en la capital rusa.
Decía a su hermano Víctor:

Me dirijo hacia las vanidades del mundo, buscando algunos remedios, pero no encuentro la paz del corazón.

En 1857, obtiene el grado de Ingeniero-Teniente. Ejerce como ingeniero en Kursk, para la construcción de la línea de ferrocarril Kursk-Konotop. Aquí, al tratar de llenar un gran soledad, descubre las Confesiones de San Agustín y una profunda conversión comenzó: 

Ahora veo la vida con más calma, y sus placeres han perdido para mi sus encantos.

Dirá también, en la misma época:

Encontré el valor de los conceptos religiosos que conocía y al fin me he girado hacia ellos.

Más tarde, irá a trabajar a Brest, Bielorrusia y es allá donde descubrirá la persecución de los católicos a gran escala.
Józef Kalinowski rompe con el ejército y se consagra a la defensa de su nación.

### Józef Kalinowski, el insurgente

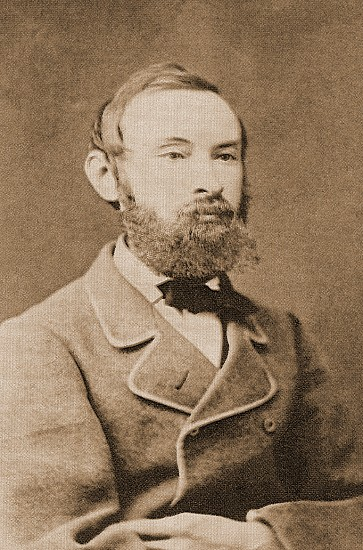
Rafael Kalinowski hacia 1870

Participa en la insurrección polaca en enero de 1863, aún con poca esperanza de ganar este levantamiento. Fue arrestado el 24 de marzo de 1864 y condenado a muerte el 2 de junio de 1864. Sin embargo, su pena fue conmutada por 10 años de trabajos forzados en Siberia.
Así, el 29 de junio de 1864, José sale de Vilna hacia Siberia. Los deportados tendrían que esperar más de un año para llegar a las salinas de Ussole cerca del Lago Baikal, el 15 de abril de 1865.
Permanece ahí varios meses, bajo inmensos sufrimientos. Józef no llevó nada consigo, solo un Evangelio, un crucifijo y el libro de Imitación de Cristo. Encuentra en la oración la fuerza para sostenerse y mantener por su caridad y benevolencia a sus compañeros.

Fuera de la oración, no tengo nada que ofrecer a mi Dios. No puedo ayunar, no tengo prácticamente nada para dar en limosna, me faltan las fuerzas para trabajar. No me queda nada más que orar y sufrir. Pero jamás tuve tesoros tan grandes y valiosos como estos.

Aún en este penoso periodo de su vida, se sabía llamado al sacerdocio. Después de 10 años de exilio, es liberado el 2 de febrero de 1874, pero no se le autoriza a regresar a Lituania. Entonces se dirige a Polonia.

### Llamado al sacerdocio
A su regreso del exilio, José Kalinowski es solicitado para ser el preceptor del joven príncipe Augusto Czartoryski, quien tenía 16 años. Encuentra a su alumno en Cracovia en el otoño de 1874, así como a su tía, la religiosa carmelita María Javier de Jesús.
Ella reconoce inmediatamente en José a aquel quien será el mejor en el desarrollo del Carmelo Polaco. De igual manera, ora intensamente para que nazca en él esta vocación.
José se ocupa de los estudios del joven príncipe durante dos años. Los dos llegan a París, a la Isla de la Cité, el 27 de octubre de 1874, pero el joven, de salud frágil, debe ir a un establecimiento de salud. En el otoño de 1876, Józef decide consagrarse totalmente al Señor en la Orden del Carmelo. Deja a Augusto, el príncipe, en 1877 para dirigirse a Linz, Austria, a fin de encontrarse con el provincial de las carmelitas descalzas de la austro-húngara a la que estaba ligado el único convento carmelita polaco, en Czerna, cerca de Cracovia.
El 15 de julio de 1877, a sus 42 años, entra como novicio en el convento de Grantz, Austria, donde toma el nombre de Rafael de San José. Pronuncia sus primeros votos el 26 de noviembre de 1878 y parte hacia Hungría para hacer sus estudios de filosofía y teología en el convento de Raab.
El 27 de noviembre de 1881, pronuncia sus votos perpetuos y es enviado a Polonia al convento de Czerna. Es ordenado sacerdote en 1882 y llega a ser el padre prior de ese convento el año siguiente.

### El Padre Rafael a la obra
Su obra, que concernía la restauración de la Orden del Carmelo en Polonia, fue fecunda. Vicario provincial y visitador de monasterios, está en la base de dos fundaciones, una de ellas en Ucrania. Funda también un convento en Wadowice, Polonia y un pequeño seminario para recibir a los hombres que quisieran integrar el Carmelo.
Organiza también la Tercera Orden Secular de la Cofraternidad del Carmelo y reúne todos los archivos conventuales dispersados desde la supresión de los antiguos monasterios. Numerosos documentos son así publicados bajo el título: «Crónicas Carmelitas».
Publica también varias biografías:
- Una de Madre Teresa de Jesús Marchoka (1603-1652), con el apelativo de La Teresa Polaca
- Un libro acerca de Santa Teresa De Ávila por el tercer centenario de su muerte
- Un opúsculo sobre el culto mariano en el Carmelo Polaco
- Otro opúsculo sobre los mártires polacos del siglo XVII

En 1906, toma la dirección del colegio de teología en Wadowice. Es apreciado por todos como director espiritual y como confesor.
El Padre Rafael de San José puede también ser considerado como el restaurador del Carmelo Polaco, ya que ha contribuido a su renacimiento y a su expansión.
Rafael Kalinowski muere el 15 de noviembre de 1907 en Wadowice, el día de la conmemoración de todos los difuntos del Carmelo.

## Beatificación y canonización
- Rafael Kalinowski fue beatificado en Cracovia el 22 de junio de 1983 por el papa Juan Pablo II.
- Fue canonizado en Roma el 17 de noviembre de 1991 por el papa Juan Pablo II.
- Su fiesta fue fijada como el 19 de noviembre.

## Citas
El mundo me puede privar de todo pero siempre me quedará un lugar escondido que le será inaccesible: ¡La oración! En ella, podemos recibir el pasado, el presente y el porvenir y ponerlos en el signo y plano de la esperanza. Oh Dios, que gran tesoro das a aquellos que esperan en Ti.

Nuestra tarea principal en el Carmelo es la de conversar con Dios en todas nuestras acciones.

## Fuente
- Thérèse de Lisieux - N° 882 - noviembre de 2007 - ISSN 1168-5638